# ウガンダにおけるLGBTの権利
ウガンダにおけるLGBTの権利（ウガンダにおけるLGBTのけんり）では、ウガンダにおけるLGBTの法的状況について説明する。ウガンダでは2022年時点で、性別による差別は法律で禁止されているが、性的指向や性同一性による差別を明確に禁じる法律はなく、LGBTの人々に対する暴力のほか、医療や雇用といった面での差別的待遇、性的指向をめぐる社会的圧力の存在が人権活動家から報告されている。

## LGBT史
欧米により同性愛という概念がウガンダに持ち込まれたという風説があるが、アフリカ自体、植民地化される前から同性愛行為は存在していた。ウガンダではテソやブニョロで異性装の男性が知られていたほか、ブガンダ王国では宮廷使用人の男性が男性含む相手に性的サービスを提供する形態が見られた。19世紀後半にブガンダ王国を統治したムワンガ2世は同性愛者とされる。アフリカにおける反同性愛感情は、ヒューマン・ライツ・ウォッチによると、ジンバブエのロバート・ムガベ大統領が同性愛を政治利用し始めた1990年代頃から激しくなったとしている。
1894年、イギリスに保護領化されると、同性間の性的接触が犯罪とされるようになり、1950年の修正刑法145条で終身刑（未遂で7年）の実刑と定められた。
その後、2014年に同性愛者に終身刑を課せることなどを盛り込んだ反同性愛法が成立し、同法は同年のうちに憲法裁判所より無効化されたが、2023年に死刑が規定されるなどより厳格な法律が成立した。
ウガンダで見られるホモフォビアは、国内ではキリスト教徒が多く、国外の福音派団体の影響を受けていることや、メディアの姿勢が寄与していると考えられる。性的少数者に厳しい風潮は続いており、恣意的な逮捕や強制的な立ち退きの対象になるなどして国外へ逃れる性的少数者も少なくない。

## 法的状況

### 同性愛
1950年の修正刑法において、反自然的な犯罪行為について定めた145条、その未遂について定めた146条、重大なわいせつ行為について定めた148条、いずれも明確に同性愛について触れてはいないが、反同性愛法として適用されることが多い。2020年に反自然的な犯罪行為で告発されたのは45人で、うち5人が有罪判決を受け、37人が裁判待ちであった。通報件数は2016年の121件から2020年の79件に減っているが、被告発者数は45人から52人の間で横ばいの推移を見せている。
145条にあるcarnal knowledge (性交渉)という語は性器の挿入を伴うものと解され、レズビアンが145条による罰則を受けることはあまりなかったが、148条はその定義の曖昧さから罰されうる行為の範囲が広くなっている。

#### 2014年の反同性愛法
2013年12月20日、同性愛行為を繰り返した人を終身刑とし、同性愛を助長する行為を禁じ、国民に同性愛者の告発を義務付ける法案が議会で可決された。ヨウェリ・ムセベニ大統領は当初「「異常者」を治療するにはもっと良い方法がある」として承認を拒否したが、翌年2月24日に署名し、法律は3月10日に発効した。大統領が姿勢を転換した理由として、科学者らから意見聴取して同性愛が単なる異常行動であるという回答を得たためとしているが、背景には長期政権や腐敗で政権基盤が脆弱化する中で保守派からの支持を維持したいという思惑もあった。
アメリカ合衆国のバラク・オバマ大統領はこの法律を批判したほか、オーストリアは支援の再検討を表明、オランダはウガンダの司法制度に対する金銭的援助を凍結し、デンマークやノルウェーは金銭的援助先をウガンダ政府から人権団体などへ変更する対応をとった。
議会で法案が可決された2013年12月から2014年5月にかけて、同性愛行為の疑い、または性的少数者に見えるとして少なくとも17人が逮捕されたほか、少なくとも100人の性的少数者がウガンダ国外へ逃れた。LGBTIの人に対する脅迫や暴力も相次ぎ、セクシャル・マイノリティーズ・ウガンダによれば議会で可決される前の2013年では8件だったところ、可決後から翌年5月にかけては162件と急増した。
発効後、保健相は性的少数者にも医療・保健サービスを提供すると約していたが、4月に警察がHIVの情報提供・治療施設を強制捜査した例などから、ヒューマン・ライツ・ウォッチやアムネスティ・インターナショナルはその実効性について懸念を示した。
その後、2014年8月1日、憲法裁判所はこの反同性愛法について、必要な定足数を満たさないまま議会で採決された憲法に反するものであるとして無効と裁定した。2019年10月に政府がこの法律を復活させるつもりであると報じられたが、同月のうちに大統領報道官は刑法があるとして否定している。2021年5月に同性愛行為を5年の拘禁とすることなどを盛り込んだ性犯罪法案 (Sexual Offences Bill)が議会で可決されたが、ムセベニ大統領は既存の法律で対応できるとして承認を拒否した。

#### 2023年の反同性愛法
2023年3月22日、同性愛の助長や扇動、同性愛行為の共謀を刑罰対象とした反同性愛法案が議会で可決された。当初は性的少数者を自認すること自体10年の禁固刑とするアフリカでも類を見ない厳格な内容だったが、ムセベニ大統領は署名を拒否した。
5月29日にムセベニ大統領が署名して成立した時点では自認自体は罪に問われなくなっている。しかし、規定には死刑が含まれるなど、この種の法律としては世界で最も厳しいと言われる。
同法によれば、HIV感染者、近親者、未成年者と関係を結ぶ行為、複数回の法律違反など、悪質な同性愛 (Aggravated homosexuality)には死刑が適用されうる。また、同性愛行為への関与は終身刑が、同性愛の促進には最大20年の禁固刑が課されうる。
このほか、同性愛者への性教育や加重犯の隠匿を禁じており、同性愛者には転向療法を義務付けている。人権団体は法律が明白な憲法違反として高等裁判所へ提訴した。アメリカ合衆国のジョー・バイデン大統領は即時撤廃を求めた一方で、ムセベニ大統領は撤回を拒否する構えを見せている。

### 同性婚
2005年の憲法改正により、31条に同性婚が禁じる文言が加えられた。また、2023年の反同性愛法では最大10年の禁固刑と定められている。

### トランスジェンダー
トランスジェンダーや性別多様な人々を直接罰する法律は存在しないものの、騙す目的の扮装（刑法381条）や不法妨害（刑法160条）などを理由に逮捕・拘束されることがあり、理由なく逮捕されたという報告もある。
2020年にILGA Worldが公表したTrans Legal Mapping Report 2019では性別変更不可能とされていたが、2021年、トランス女性のクレオパトラ・カンブグ・ケンタロは初めてウガンダから性別変更を認められたトランスジェンダーとなった。

## 権利活動
LGBTQ+を支持する団体の活動は政府の規制対象とされており、企業法 (Companies Act)を根拠に登録を拒否されることもある。また、2016年の非政府組織法では活動目的が違法な団体の登録を禁じている。著名なLGBTの権利団体の一つに2004年設立のセクシャル・マイノリティーズ・ウガンダが挙げられるが、2022年8月に適切な登録を受けていないとして当局から即時閉鎖が命じられている。
同性愛の権利活動家は大衆紙から批判の的となることがある。2010年、反同性愛的なタブロイド紙のローリング・ストーンは同性愛者の権利活動家を「縛り首にしてしまえ」と煽りたて、権利活動家のデイビッド・カトーを名指しで非難した。ソロモン・マレのような反同性愛活動家も知られる。
メディアにおいても検閲の対象となっている。2017年にオランダ映画のThe Dinner Clubが同性愛を美化するものとしてメディア審議会 (Media Council)から公開禁止とされた例、2004年にトークショーに同性愛者を招いたことが公衆道徳に沿わないなどとして放送審議会からラジオ局に1000ドル以上の罰金が科された例などがある。ウガンダ通信委員会 (Uganda Communications Commission)が2019年に発表した番組放送基準では、「同性愛、両性愛、トランスセクシャリズム、服装倒錯、ペドフィリア、近親相姦といった生活様式に関する情報、主題、脇筋は最大限慎重に取り扱われるべきである。前記の生活様式を推進または正当化、美化するものであってはならない。また、前記の生活様式に関する露骨な会話や情報は放送されるべきではない」とされている。

## 世論調査
ピュー・グローバル・アティチューズ・プロジェクトによる2007年の調査では、96%の住民が反同性愛的と報告されており、調査対象の45か国中5番目に多かった。この割合は2013年の調査でも同じく96%で、これは調査対象の39か国中3番目（ガーナとセネガルと同率）に多かった。
国際レズビアン・ゲイ協会による2016年のオンライン調査（回答者700人）では、LGBTIは犯罪とされるべきかについて、53%が賛成寄り、31%が反対寄りの回答をした。
ギャラップが2013年に行った調査（回答者約1000人）では、「同性愛者が住むのに良い場所だと思うか」という問いに「そう思う」と回答したのは2%に留まり、調査対象の123か国中マリやインドネシアと並んで2番目に低かった。
クーリエ・ジャポンの2015年の記事では、最近は欧米の価値観に触れる機会が多くなったこと、活動家の出版物から同性愛者の実情を把握する国民が増えたことから、同性愛者に理解を示す向きがあるとしている。